# Bergárheiði
Bergárheiði är en kulle i republiken Island. Den ligger i regionen Austurland, 300 km öster om huvudstaden Reykjavík. Toppen på Bergárheiði är 443 meter över havet.
Närmaste större samhälle är Höfn, nära Bergárheiði. Trakten runt Bergárheiði består i huvudsak av gräsmarker.